# Bill Dickinson
Bill Dickinson (1917 - 7 d'abril de 1994) fou un jugador i entrenador de rugbi escocès. El 1971 va ser nomenat com al primer seleccionador d'Escòcia. Richard Bath considera que Dickinson va causar un "impacte immediat" en l'estil de l'equip, liderant un equip que perdé per un punt (18-17) contra Gal·les (llavors una de les potències mundials), i derrotant Anglaterra i d'altres. Allan Massie descriu la seva contribució al rugbi escocès com "immensa".

## Carrera com a entrenador
Molts dels membres del comitè de la Unió Escocesa de Rugbi no estaven a favor de la creació de la figura de seleccionador, de manera que el seu nou càrrec va ser descrit com un "consultor" o "conceller del capità", en lloc d'entrenador.(McLaren, p181)
"Bill va haver d'actuar en unes circumstàncies molt complexes. Però ho va intentar i es va guanyar el respecte dels jugadors gràcies al seu art, el seu ampli coneixement tàctic, el seu entusiasme sense limits i la seva visió de futur. Escòcia es va guanyar un nou respecte sota la seva tutela. De fet, la seva intel·ligència tàctica va ajudar a formar un dels equips més exitosos de la història d'Escòcia, el del període entre 1971 i 1977... Bill era un autèntic treballador, qui cèrtament va encendre un foc als ventres escocesos. Ell va crear un dels conjunts escocesos més formidables, amb jugadors de la talla d'Ian McLauchlan, Quintin Dunlop, Bobby Clark, Sandy Carmichael, Alastair McHarg, Gordon Brown, Nairn McEwan, Peter Brown o Rodger Arneil."
En ser encara l'època amater, Dickinson no cobrava per la seva feina a la selecció.
"Durant uns quans anys els equips de Dickinson eren invencibles a Murrayfield, on en un moment donat hi van guanyar 9 partits del Sis Nacions consecutivament. El seu èxit, sumat a l'aparició d'Andy Irvine, van donar al joc una popularitat que no havia tingut mai abans. Quan Gal·les va visitar Escòcia el 1975, 104.000 espectadors van assistir al duel a Murrayfield, i s'estima que gairebé 20.000 es van quedar sense poder entrar. Des d'aleshores en tots els grans partits internacionals s'ha de comprar entrada."
També va ser entrenador del Jordanhill, on va treballar amb Ian McLauchlan; Bill McLaren opina que part de l'èxit de McLauchlan es deu en part a la seva experiència amb Dickinson:
Tot i així, els seus equips tenien més problemes quan havien de jugar fora de casa; entre 1971 i 1983 no va poder guanyar cap partit a Twickenham, a més de no poder vèncer mai a França fora de casa.
Va ser despatxar per la Unió Escocesa el 1977, essent substituït per Nairn McEwan, decisió sorprenent i que no va millorar les seves estadístiques.